# Коммунистическая борьба
«Коммунистическая борьба» (итал. Lotta Comunista) — революционная интернационалистическая политическая партия, родившаяся в Италии в 1965 году. Партия была основана итальянскими революционерами-лениницами Арриго Черветто и Лоренцо Пароди. Партия основывается на строгих принципах революционного марксизма-ленинизма (в отношении классовой природы сталинистского СССР стоит на левокоммунистических принципах, определяя её как государственный капитализм). В основном базируется в Генуе, но открыла отделения и в ряде других городов Италии и зарубежья.

## История
Организация имеет длительную историю своего развития.
Истоки создания партии восходят к 1950-м годам, когда бывшие итальянские партизаны, участники движения «Сопротивления», разочаровавшись в итогах Второй мировой войны, находят себя в политической борьбе под знаменем либертарного коммунизма (анархизма). Молодые рабочие искали альтернативу «советскому коммунизму», понимая, что за красными советскими флагами кроется звериный оскал российского империализма. Так, группа бывших партизан на совещании 1951 года в пригороде города Генуя, в районе Понтедечимо, создает организацию АГПД (Анархистские группы пролетарского действия). Организация в дальнейшем становится частью ЛКФ (Либертарная коммунистическая федерация). Выдающийся лидер АГПД Арриго Черветто в ходе регулярного изучения мирового рынка, а также систематического изучения работ Маркса, Энгельса и Ленина постепенно приходит к марксистскому мировоззрению. В дальнейшем, происходит формирование ленинистской фракции внутри АГПД, организация, по сути, раскалывается на два блока: ленинисты во главе с А. Черветто и анархисты во главе с П. К. Мазини. В 1955 году появляется Azione Comunista («Коммунистическое действие»), противопоставившая себя ИКП («Итальянская коммунистическая партия») В 1957 году АГПД объединяется с Azione Comunista в рамках Движения коммунистической левой. Помимо политической борьбы, А. Черветто в эти годы изучает рабочее движение, международные отношения, войны и кризисы того времени, пишет и публикует аналитические статьи, применяя в своем анализе марксистский метод. Черветто разрабатывает теорию унитарного империализма, теорию партии науки, партии-стратегии. К 1965 году Черветто и Пароди, видя, что слияние с Azione Comunista, а также попытка объединяться с другими левыми организациями не дают политического результата, принимают решение о создании полностью автономной организации. В 1965 году выходит первый номер газеты Lotta comunista.

## Политическая практика
С 1965 года под руководством Арриго Черветто и Лоренцо Пароди, а также группой проверенных милитантов, начинает развиваться и расширяться ленинистская партия Lotta comunista, в полном соответствии с большевистской моделью партии. Партия является полностью однородной в теоретическом плане. Организация придерживается линии стратегического абсентеизма (сознательное неучастие в выборах) в данном историческом цикле, то есть партия является внепарламентской. В отличие от других внепарламентских групп, Lotta Comunista никогда не применяла формы вооруженной борьбы, даже в 1960-х и 1970-х годах. Тем не менее, в эти годы партия пройдет через такие сражения как: «битва за Геную», «битва за Милан», «битва за Турин». В 1970-е годы в борьбе против ИКП «Lotta Comunista» поддержал один из основателей коммунистической партии Италии Бруно Фортикьяри.
Партия считает, в соответствии с марксистской наукой, что пролетарская революция должна обязательно иметь международной характер, в противном случае революция выродится в государственный капитализм наподобие сталинизма или социал-демократии. Цель партии состоит в том, чтобы укорениться на организационном уровне в городских районах, на фабриках и в университетах различных европейских стран, чтобы в скором времени значительная часть европейского рабочего класса была организована ленинской партией. Согласно тезису Lotta Comunista (взятому непосредственно у Маркса), капитализм не может поддерживать мировой порядок. Согласно этим утверждениям, капиталистическая система производства циклически ввергает мировое общество в ситуацию хаоса и кризиса. Это создает мировой вооруженный конфликт для завоевания и перераспределения рынков. В свою очередь, общий кризис капитализма дает коммунистам возможность использовать войны, порожденные капитализмом, для продвижения пролетарской революции. В этом аспекте тезис Lotta Comunista отсылает к учению Ленина, изложенному в его Апрельских тезисах.

## Память октябрьской революции и первомайские демонстрации
7 ноября каждого года Lotta Comunista отмечает годовщину Октябрьской революции. В Этот день проходят масштабные политические шествия, а также конференции.

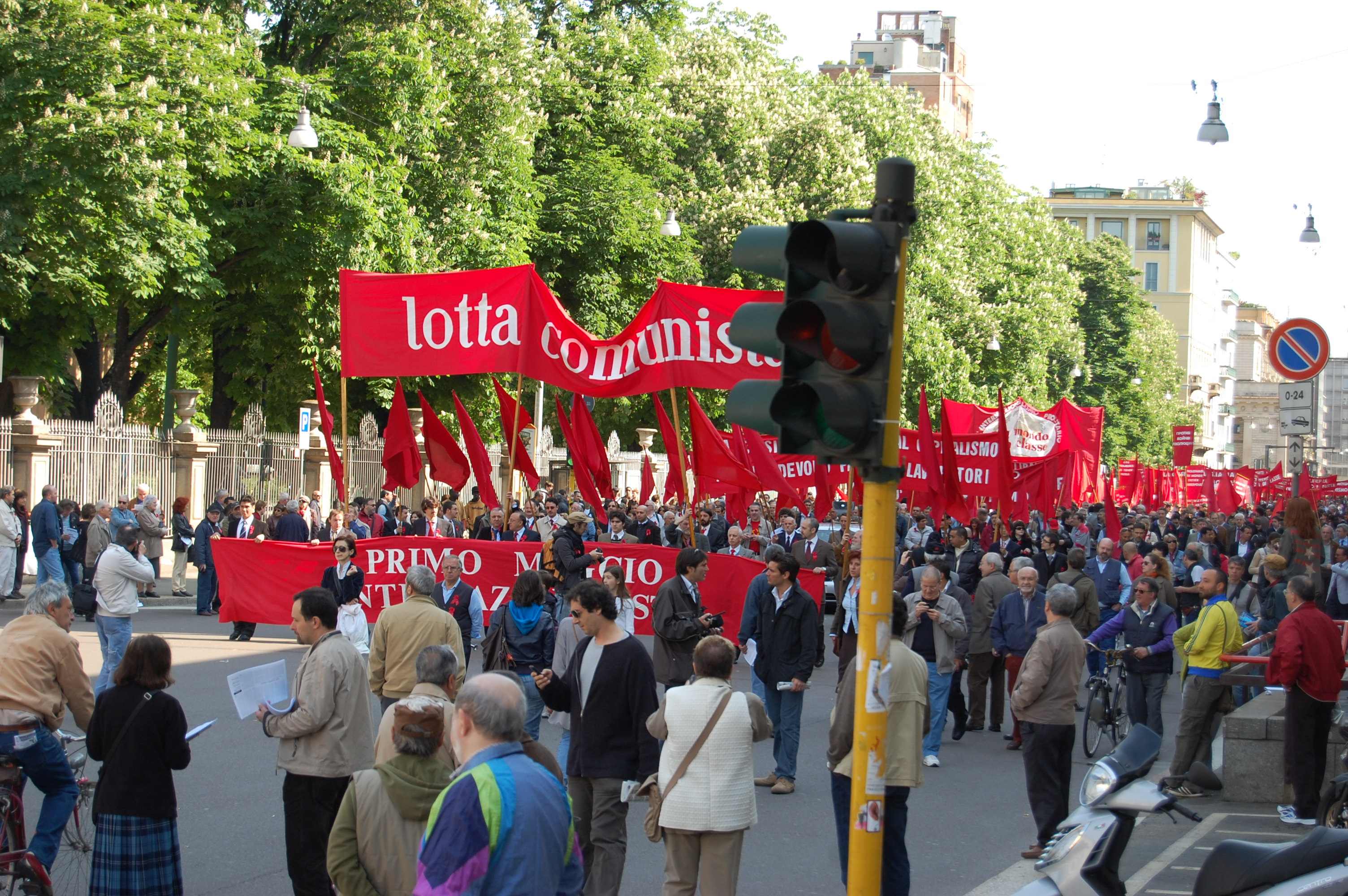
Интернационалистическая демонстрация Lotta Comunista. Милан. 1 мая 2009 года.

1 мая, определяется Lotta Comunista не как «День труда», а как день международной борьбы рабочих, Lotta Comunista организует «Первомайский интернационалистический день» (Primo Maggio Internazionalista) демонстрациями в Генуе, Милане, Турине и Брешиа и прочих городах, где она присутствует как организованная политическая партия.

## Локализация
Штаб-квартира Lotta Comunista исторически находится в Генуе, но партия действует и в других промышленных городах (очень сильны рабочие клубы Милана, Турина и Рима). Партия также открыла несколько офисов за рубежом, в частности во Франции, России, Испании, Германии, Великобритании, Греции и Бразилии. Цель Lotta Comunista — укоренить ленинскую партию в основных районах ключевых европейских городов, таких как итальянский промышленный треугольник и район Иль-де-Франс Парижа. Lotta Comunista издает и распространяет одноимённую ежемесячную газету, основанную в 1965 году и полностью финансируемую за счет собственных средств. Издания Lotta Comunista распространяют свои аналитические материалы, выпускаемые с 1950 года на итальянском, французском, английском, испанском, португальском, немецком, русском и греческом языках. Организация является сильнейшей внепарламентской партией в Европе. В настоящее время работает в таких городах, как: Генуя, Милан, Павия, Турин, Лондон, Париж, Рим, Парма, Савона, Брешия, Бергамо, Венеция, Падуя, Верона, Болонья, Флоренция, Пиза, Неаполь, Удине, Санкт-Петербург. , Афины, Рио-де-Жанейро, Бари, Бриндизи, Лечче, Валенсия, Берлин, Мадрид и другие.

## Газеты на других языках
Помимо «Lotta comunista» на итальянском языке партия также издает "L’Internationaliste " на французском языке, на русском языке издает газету «Пролетарский интернационализм», Bulletin (немецкий), The Internationalism (английский), El Internacionalismo (испанский), Intervenção Comunista (португальский).

## Издательство Lotta Comunista
Важная часть деятельности Lotta Comunista связана с изданием и распространением газет и книг по домам. Основным издательством партии является Edizioni Lotta Comunista, которое предлагает рабочим и молодежи тексты лидеров организации: исследования политики, экономики, международных отношений и классику марксизма. В настоящее время издано более 300 книг, в частности на итальянском языке были переизданы все тома В. И. Ленина, К. Маркса и Ф.Энгельса. В 2020 году Lotta Comunista завершила работу над изданием 30 томов полного собрания сочинений А. Черветто.

## Издательство Science Marxiste
У Lotta Comunista есть издательство в Париже Science Marxiste, которое издает книги на европейских языках: французском, греческом, английском, русском, португальском, немецком и испанском.

## Издательство Pantarei
Lotta Comunista издает важнейшие книги на итальянском языке, посвященные углублению и истории рабочего движения, а также мировой политике и экономике. Издания Pantarei также переиздают важные тексты, такие как «История итальянской коммунистической партии» Джорджио Галли.

## Институт изучения капитализма
В итальянском городе Генуя Lotta Comunista основала Институт изучения капитализма с обширной библиотекой, включающей документы, представленные в нескольких публикациях «Edizioni Panta Rei».

## Институт изучения рабочего движения имени Серджио Матози
В честь милитанта партии Серджио Мотози, который умер в 2002 году, lotta Comunista основала в 2005 году Институт Серджио Мотози по изучению международного рабочего движения. Его цель — углубить изучение истории рабочего движения во всем мире.